# Istállós-kő

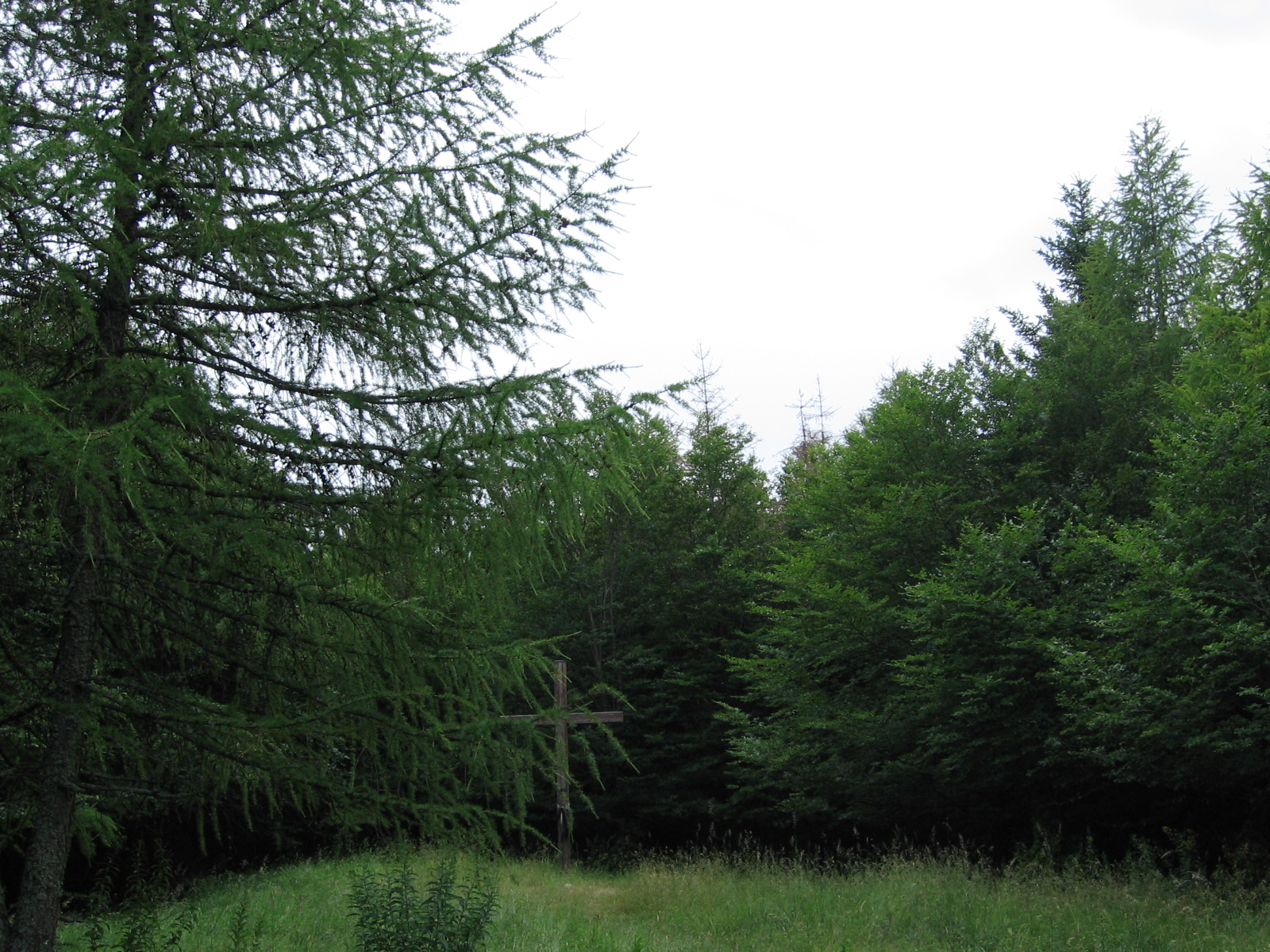
Kilátás

Az Istállós-kő egy hegy, a Bükk-vidék harmadik legmagasabb pontja, 958,1 méterével Magyarország 7. legmagasabb hegycsúcsa. A Mátrában fekvő csúcsok után a második legmagasabb a Szilvási-kő után. A Bükk-fennsík délnyugati peremén helyezkedik el. Szilvásváradról könnyen megközelíthető pár száz méteres, korláttal kiegészített gyalogút vezet fel az oldalában lévő Istállós-kői-barlangig.
2014 előtt a Bükk-vidék legmagasabb pontjaként tartották számon, de az azóta elvégzett mérések kiderítették, hogy a Kettős-bérc déli csúcsa (Szilvási-kő) 960,715 méter, az északi 958,2 méter magas,

## Istállós-kői-barlang
A barlang feltárását 1911-ben Roskó Pál kezdte meg, a gazdag régészeti lelőhelyen azóta többször is végeztek ásatásokat. Az itt talált leletek 30-40.000 évesek, előkerültek tundraszarvas-, barlangi medve-, ősbölény- és bivalymamut csontok és agyarak, kő- és csonteszközök, valamint egy őskőkori tűzhely, mely a Magyar Nemzeti Múzeumban került kiállításra.
A későbbiekben Kadić Ottokár (1929-ben) és Győrffyné Mottl Mária (1938-ban) kutatott a barlangban. A barlang tervszerű, részletes feltárását 1947-től Vértes László vezette. A kitöltés rétegződése és a rétegekben talált korjelölő állatmaradványok alapján megállapították a barlang történetét, meghatározták a három kultúrréteg korát, az akkor élt embercsoport(ok) jellemzőit. A barlangot 1944-ben védetté, 1982-ben fokozottan védetté nyilvánították.
A legújabb feltárásokat 2000-től Ringer Árpád vezette. Az Istállós-kői-barlang jelentőségét növeli, hogy a jégkori rétegekből előkerült 66 fajból álló fauna a leggazdagabb Európa aurignaci korú feltárásai közül; a mikrofaunájából 3 új emlős- és 20 új madárfajt írtak le.

## Külső hivatkozások
- Az Istállós-kő és környezetének térképe
- Istállóskői ősemberbarlang Szilvásvárad Archiválva 2016. október 29-i dátummal a Wayback Machine-ben